# 皮乌拉大学
皮乌拉大学（西班牙語：Universidad de Piura；縮写：UDEP），是一所私立大学，位于秘鲁的皮乌拉和利马两个城市。该校于1969年4月7日在主业会的创始人圣施礼华的倡议下建于皮乌拉。它是隶属于主业会的学校，也就是说，她是在主业会成员和其他许多人士的积极倡导下成立的，包括天书教徒和非天主教徒。其思想教育的内容由主业会的高层来决定。

## 历史

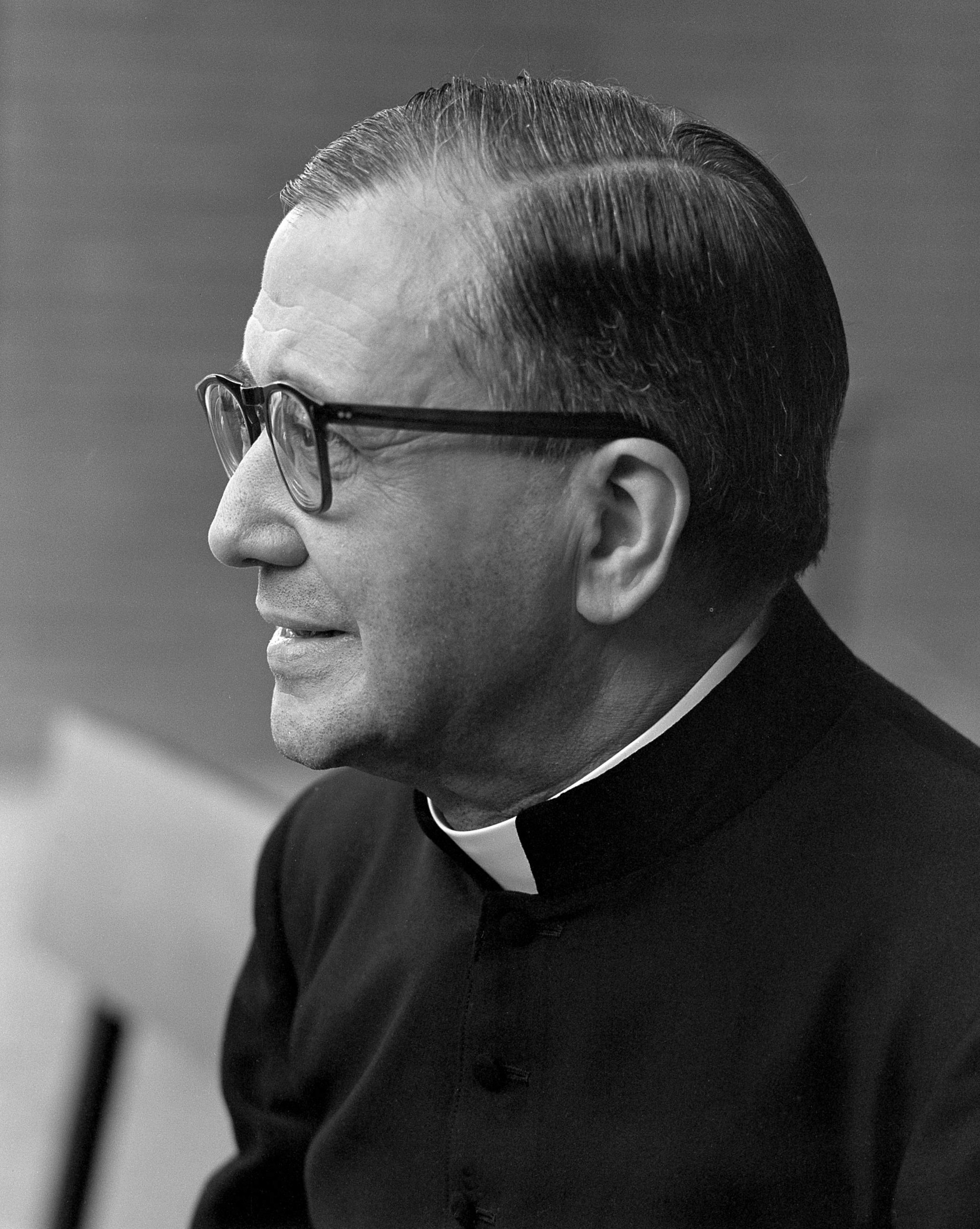
圣施礼华，主业会和皮乌拉大学的创始人

皮乌拉大学的创立可追溯到1964年的11月，在一次与纳瓦拉大学教授们的会议上，后来成为皮乌拉大学创始人和第一任主任神父的圣·何塞玛利亚·施礼华表示："我非常想告诉你们纳瓦拉大学所取得的成就..........这是一个起点，而不是一个终点..........我们要在世界各地办起这样的大学......."。会后四个月艾乌何尼奥·习梅内斯（Eugenio Gimenez）博士就赴利马与一些人一起开始工作，并于1965年组建大学教育发展协会(ADEU)，这个协会正是创建皮乌拉大学的推动者。协会的成员有: José Agustín de la Puente Candamo, Jacobo Rey Elmore, Eugenio Giménez 和 Martínez de Carbajal, Ramón Mugica Martínez 和 Rafael Estartús Tobella。维克多·安德烈斯·贝劳德（Víctor Andrés Belaúnde）作为名誉主席。 同年十二月，当时的皮乌拉大主教艾拉斯莫·伊诺和萨（Erasmo Hinojosa ） 向主业会的创始人圣·何塞玛利亚提交了关于创立皮乌拉大学的申请。经过一段时间的筹备, 1969年4月7日，皮乌拉大学举办了首次开学典礼。

## 学术单位
目前，大学有七个院系，每个院系提供本科和研究生教育。 1979年还成立了隶属大学的高级管理学院（PAD），通过各种培训课程，为企业家和高级管理人员提供职业发展所需要的更新和替代。
此外，自2003年以来，皮乌拉大学也拥有了利马校区。

## 组织机构

### 管理
皮乌拉大学是集教师、学生和毕业生为一体的机构，致力于实现一个天主教大学所追求的目标。它是在行政、经济、条例、管理和学术方面都具有自主权的大学。 

### 教会领导
目前是 费尔南多·卡兹·布拉纳（Fernando Ocáriz Braña）担任主任神父，安格尔.·麦斯-奥尔蒂格拉（Ángel Gómez-Hortigüela)担任副主任神父。两人均属于主业会的高级神职人员。第一位主任神父是圣·何塞玛利亚·施礼华（San Josemaría Escrivá），任职于1969年4月7日至1975年6月26日。

### 大学领导
皮乌拉大学于2018年8月6日通过选举安东尼奥·阿布鲁尼亚.·约尔(Antonio Abruña Puyol)作为现任校长，三位副校长分别为苏珊娜·维加斯(Susana Vegas)(学术副校长）， 亚历山大·丰塔纳（Alejandro Fontana）（科研副校长）和凯撒·卡尔沃（César Calvo）（利马校区副校长）。

## 学科院系

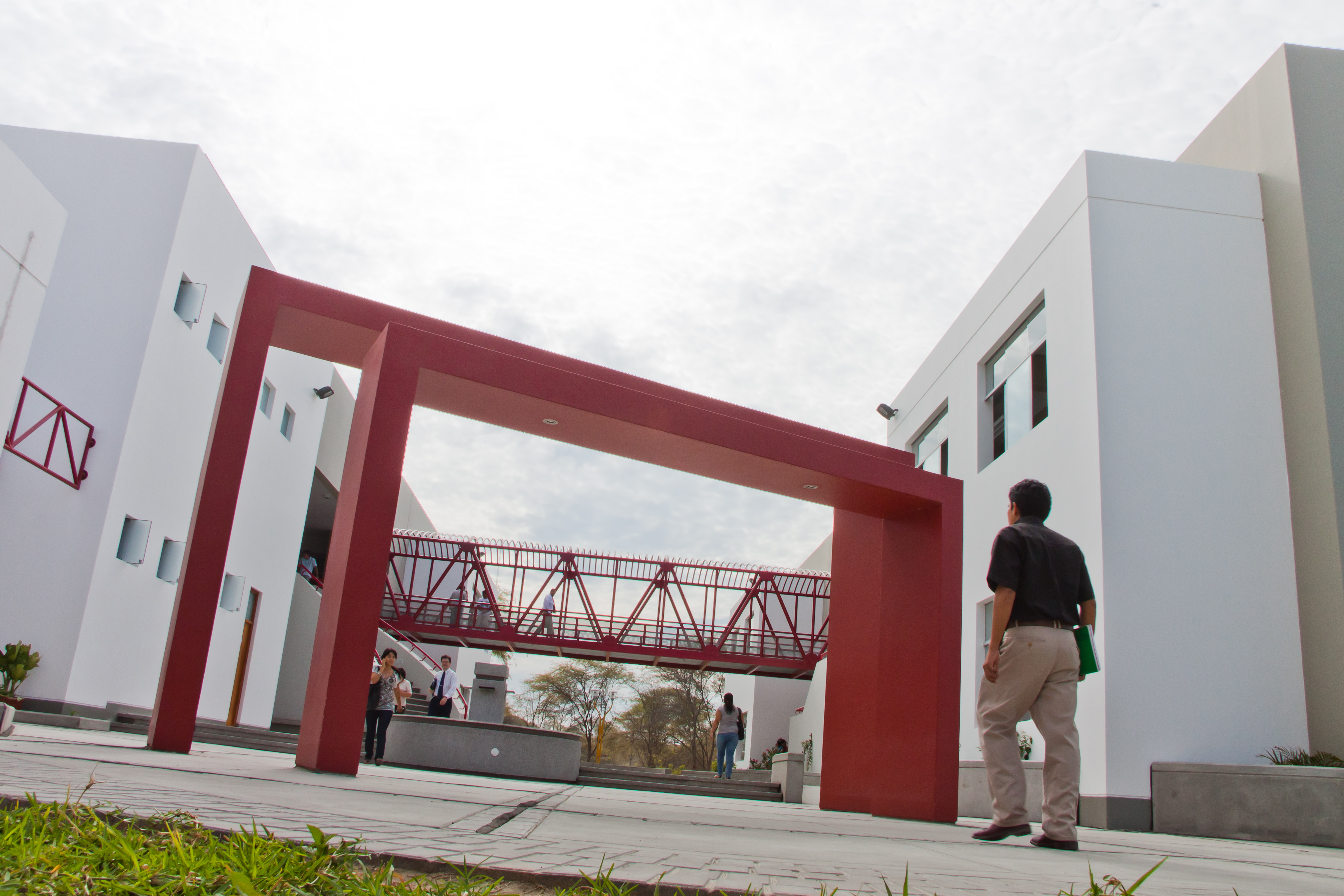
法律系教学楼

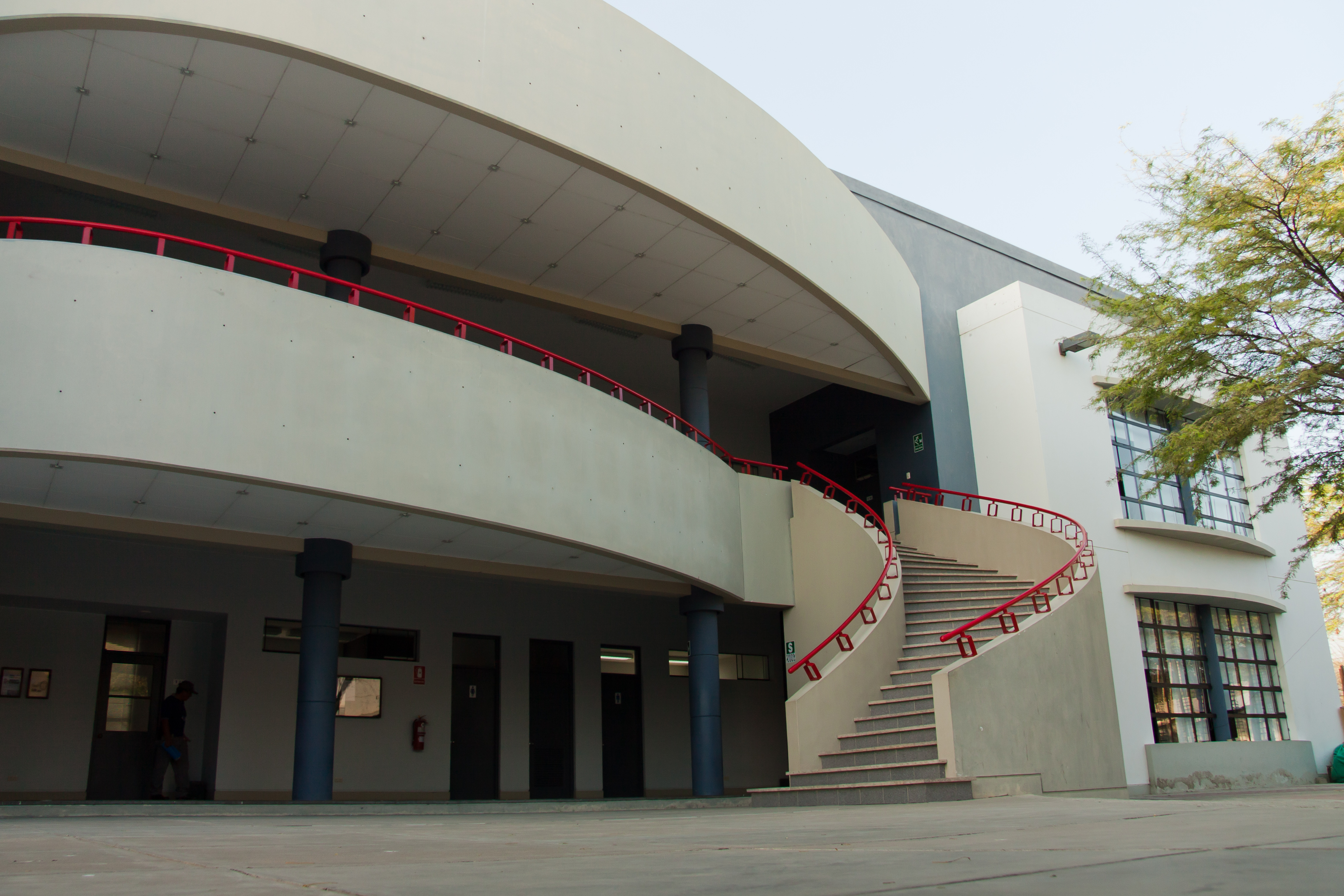
传媒系教学楼

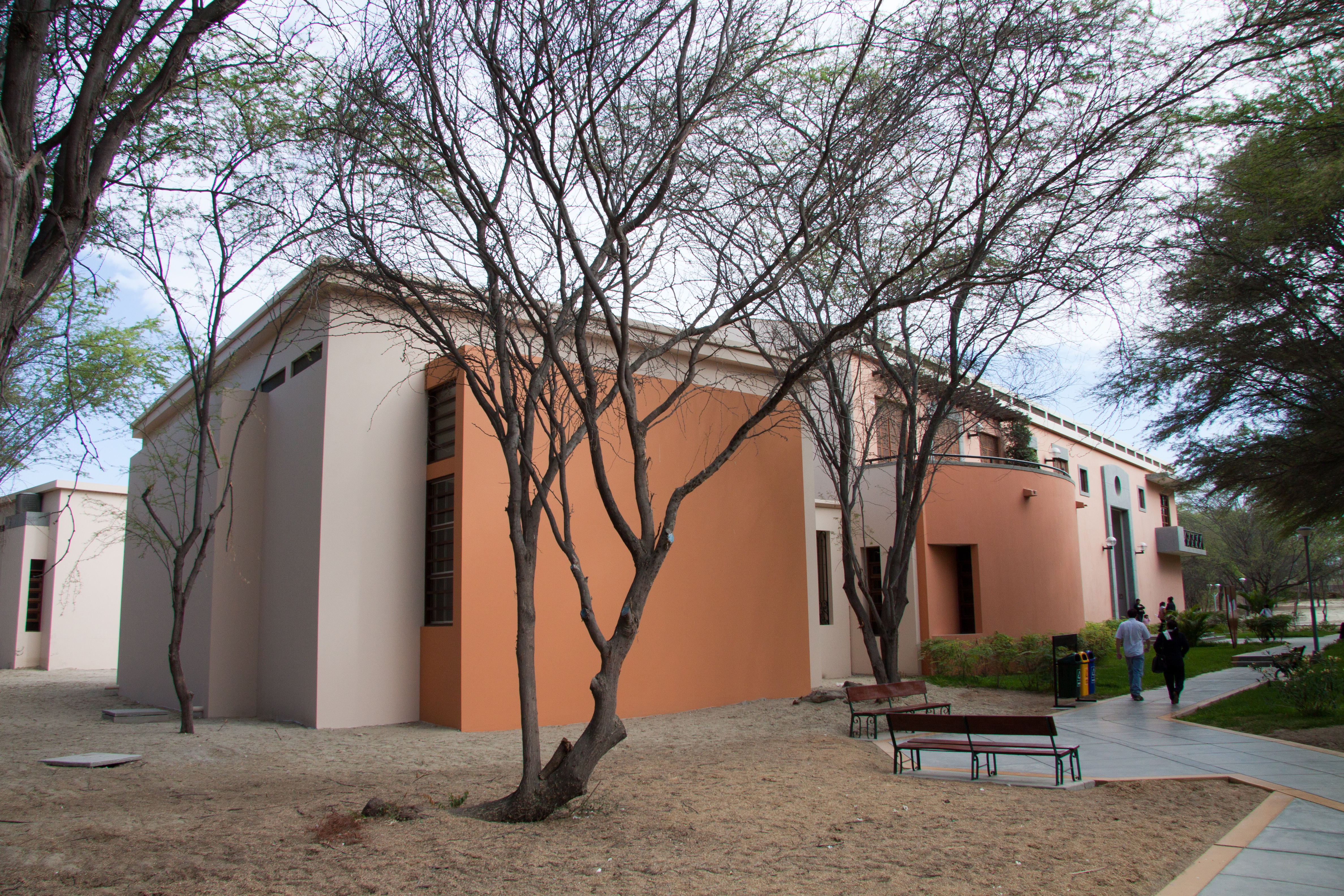
教育系教学楼

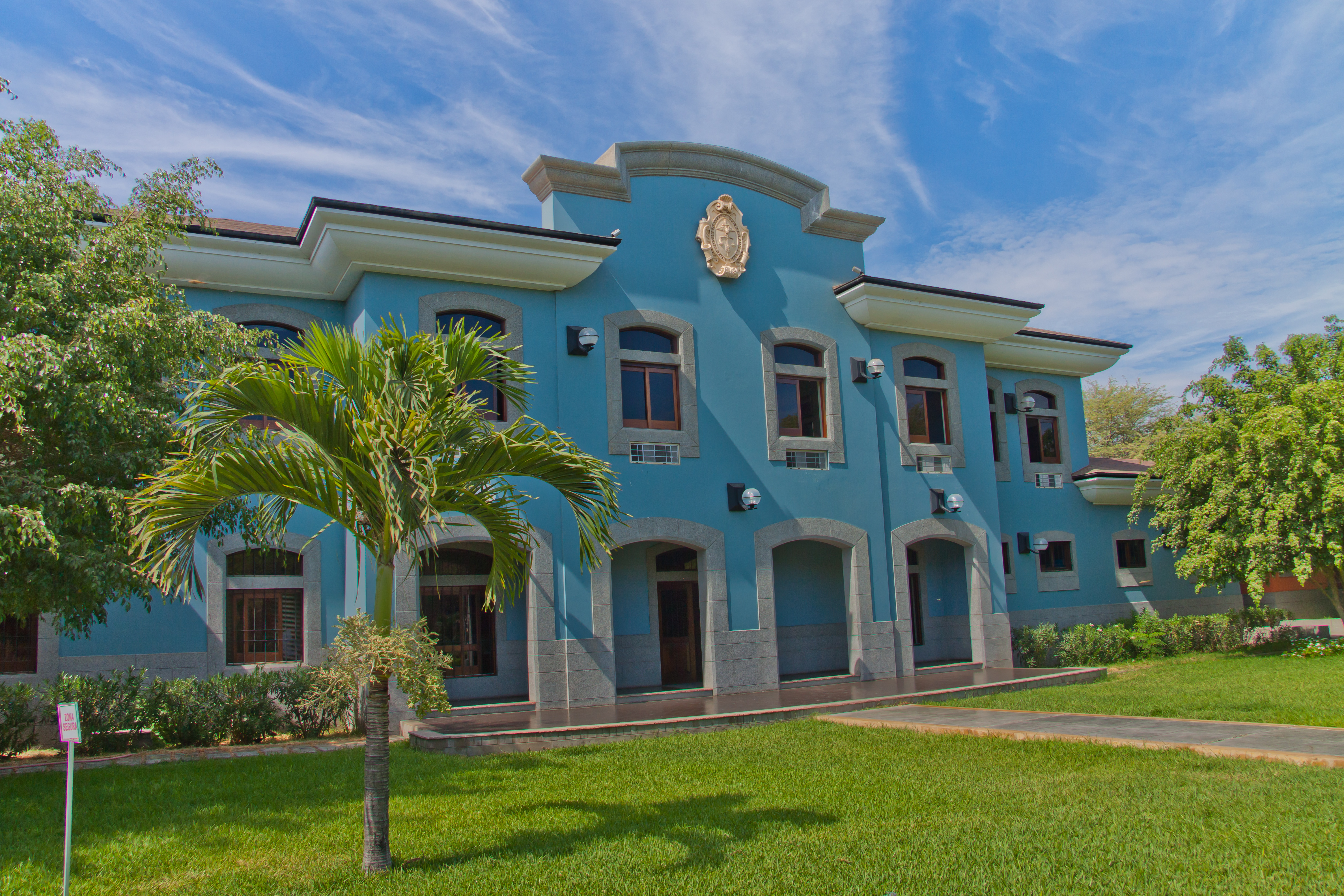
行政楼

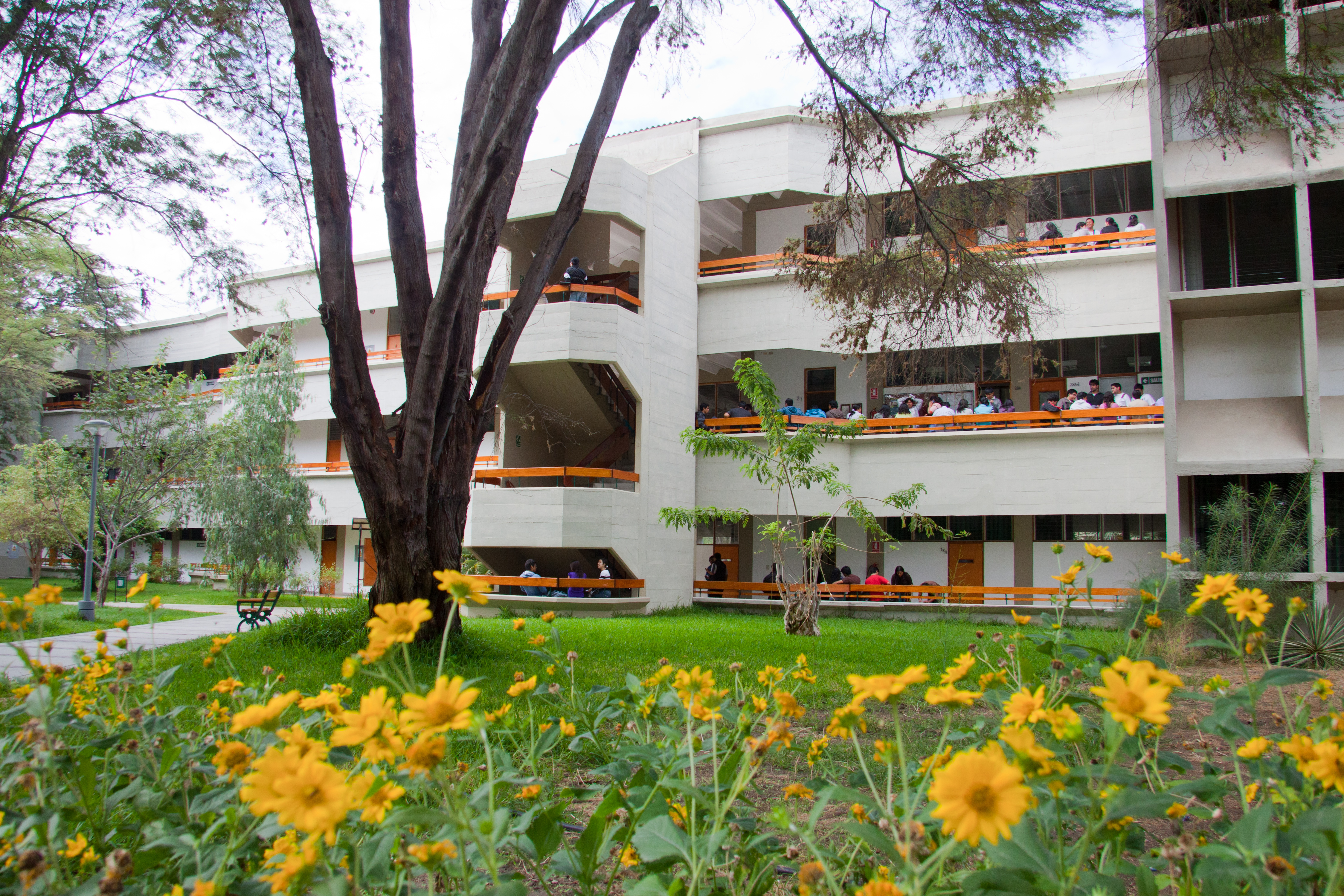
80教学楼

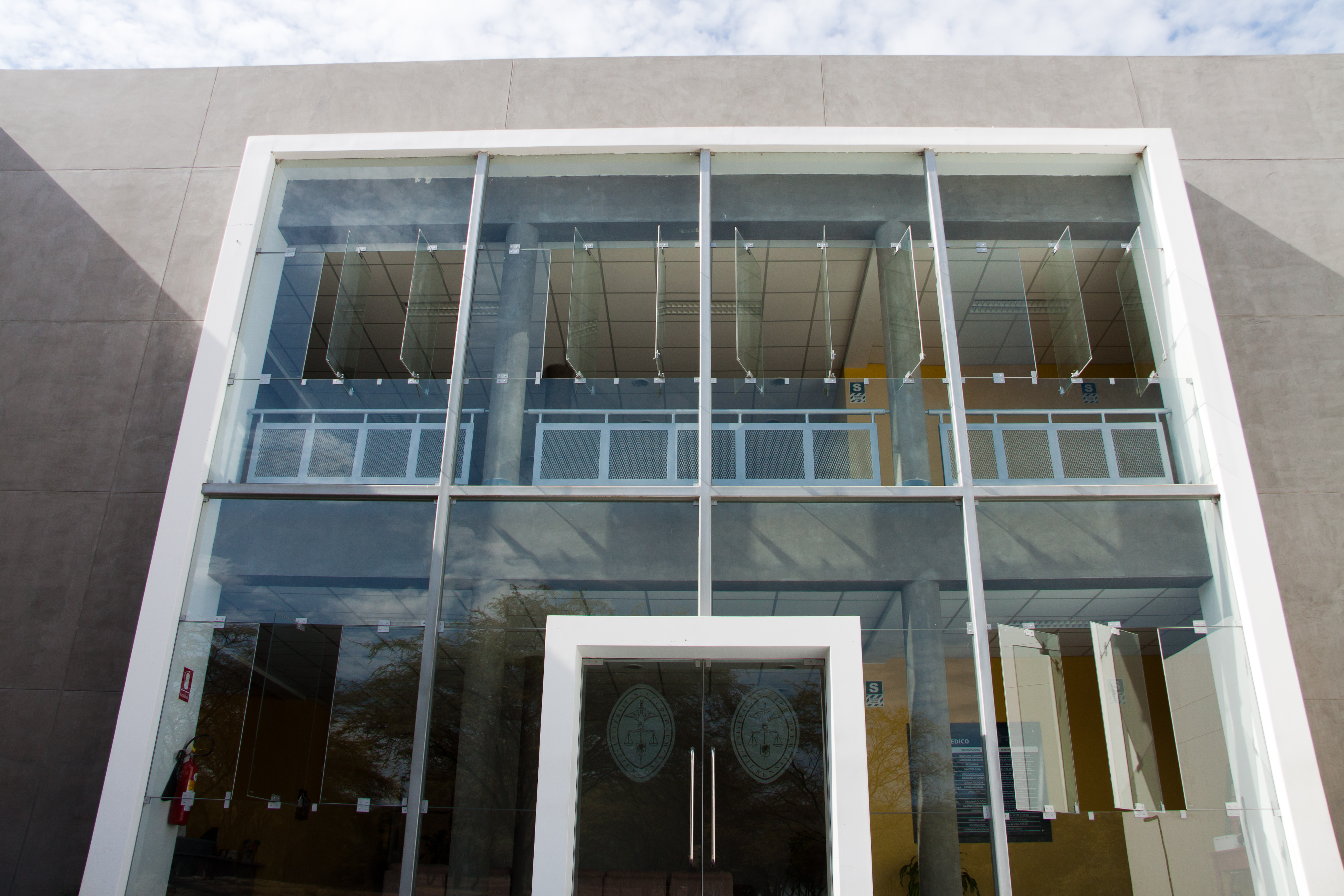
大学医疗中心

| 本科                                                           | 本科 |
| -------------------------------------------------------------- | --- |
| 医学系 （页面存档备份，存于）                                  | - 医学 |
| 经济和企业科学系 （页面存档备份，存于） （页面存档备份，存于） | - 企业管理 （页面存档备份，存于） - 经济 （页面存档备份，存于） - 会计审计 （页面存档备份，存于） - 服务管理 （页面存档备份，存于）               |
| 工程系 （页面存档备份，存于）                                  | - 建筑 （页面存档备份，存于） - 工业工程和系统工程 （页面存档备份，存于） - 电子机械工程 （页面存档备份，存于） - 土木工程 （页面存档备份，存于） |
| 传媒系 （页面存档备份，存于）                                  | - 营销传播 - 视听传媒 （页面存档备份，存于） - 新闻 （页面存档备份，存于）                                                                        |
| 法律系 （页面存档备份，存于） （页面存档备份，存于）           | - 法律 （页面存档备份，存于） |
| 人文系 （页面存档备份，存于）                                  | - 心理学 （页面存档备份，存于） - 历史和文化管理 （页面存档备份，存于） - 哲学 (学士) - 历史 (学士) - 通识教育                                    |
| 教育科学系 （页面存档备份，存于）                              | - 幼儿教育 - 初等教育 - 中学教育 数学和物理方向 - 中学教育 历史和社科方向 - 中学教育 语言文学方向                                                 |
| 研究生                                                         | |
| 人文系                                                         | - 人类学方向的哲学硕士学位- |
| 传媒系                                                         | - 传媒的战略沟通硕士学位 （页面存档备份，存于）                                                                                                   |
| 高级管理学院（PAD）                                            | - 全职MBA - 在职MBA （页面存档备份，存于） - Medex项目 （页面存档备份，存于）                                                                     |
| 经济和企业科学系 （页面存档备份，存于）                        | - 农业商业 （页面存档备份，存于） |
| 工程系                                                         | - 农业商业 （页面存档备份，存于） |
| 博士学位                                                       | |
| 高级管理学院（PAD）                                            | - 机构管理博士学位 |
| 人文系 （页面存档备份，存于）                                  | - 文化研究方向的人文学科博士学位 （页面存档备份，存于）                                                                                           |
| 工程系                                                         | - 自动化、过程控制和优化方向的工科博士学位(DICOP).                                                                                                |

## 基础设施
皮乌拉大学占地130公顷。
其主要建筑有：

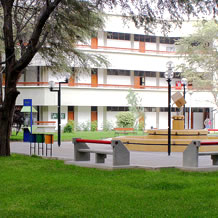
校园

行政楼， 主楼， 工程系实验楼，法律系楼， 80教学楼, 生物医学楼、 图书馆，高等技术学院楼，教育系，土木工程系，化学实验室，水力与水文研究院，视听制作中心，运动场， 雷达监测站。
此外，由于与圣母昆仲会（Hermanos Maristas）签定了二十年租期的合同，皮乌拉大学在利马也拥有了新的校区，占地2万3千平方米。

## 教会
皮乌拉大学的教会旨在满足跟大学相关的人员改善他们信仰生活的需要，与大学的科学和专业教育配套，为其提供必要的方法。
这项任务的实施始终尊重思想意识的自由，理念是让学生们自青年时代起，就学会认真地管理他们所拥有的个人自由，并且尊重其他人的自由。 
为实现这方面的培养和思想关怀，教会会开展各种开放性的活动，供所有感兴趣的人参加。此外，教会的神父也很乐意在人文和精神层面就个人生活为需要的人们提供建议和指导。
此外，神父也负责圣事圣礼和祈祷生活。 除了一些特定的圣礼之外，每天举行弥撒，并且有固定时间的接待忏悔以便学生们能够履行忏悔礼。另外，所有的神父在全天任何时间都可以接待信徒的忏悔。
皮乌拉大学的教义和思想教育是由主业会管理层负责实施的。